# فيروس الجناح المشوه
فيروس الجناح المشوه (DWV) هو فيروس رنا، يُعد واحدًا من بين 22 فيروسًا معروفًا يصيب نحل العسل. على الرغم من أنه يستهدف بشكل شائع نحل العسل الغربي، إلا أنه وُثق أيضًا في أنواع أخرى من النحل، مثل النحلة الطنانة ذات الذيل البرتقالي، مما يشير إلى احتمال وجود خصوصية مضيف أوسع مما كان متوقعًا سابقًا. عُزل الفيروس لأول مرة من عينة من نحل العسل المصاب بأعراض من اليابان في أوائل الثمانينيات وهو منتشر حاليًا في جميع أنحاء العالم. يوجد أيضًا في سلات اللقاح والنحل الطنان المُربى تجاريًا. يُعد  سوس فاروا الناقل الرئيسي للفيروس في نحل العسل الغربي. نسبة إلى أبرز التشوهات التي يسببها عادةً في تطور عذراء نحل العسل، حيث يؤدي إلى ظهور أجنحة منكمشة ومشوهة. ومع ذلك، قد تظهر أيضًا تشوهات نمو أخرى في بعض الحالات.

## الأعراض

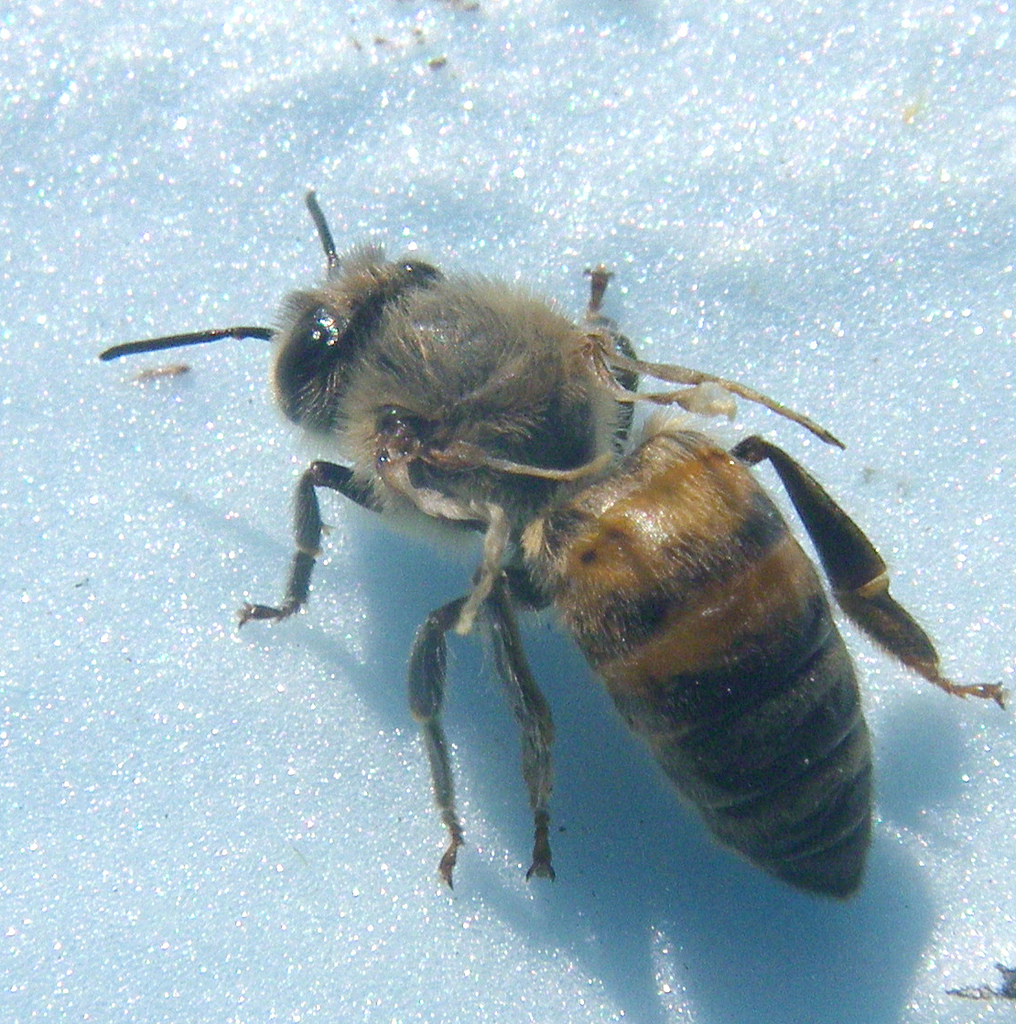
نحلة عسل مصابة بفيروس الجناح المشوه.

يُشتبه في أن فيروس الجناح المشوه يسبب تشوهات الجناح والبطن التي غالبًا ما توجد لدى النحل البالغ في المستعمرات المصابة بسوس الفاروا المدمرة. تشمل هذه الأعراض الزوائد التالفة، وخاصة الأجنحة القصيرة عديمة الفائدة، والبطون القصيرة المستديرة، والتلون الخاطئ وشلل الأرجل والأجنحة. يكون عمر النحل المصاب بالأعراض منخفضًا للغاية (أقل من 48 ساعة عادةً) وعادةً ما يتم طرده من الخلية. ترتبط الأعراض ارتباطًا وثيقًا بارتفاع مستويات الفيروس، مع انخفاض المستويات لدى النحل غير المصاب بالأعراض من نفس المستعمرات. في غياب السوس، يُعتقد أن الفيروس يستمر في تجمعات النحل كعدوى خفية، تنتقل عن طريق الفم بين البالغين (النحل المُرضع) حيث يمكن اكتشاف الفيروس في إفرازات البلعوم السفلي (غذاء ملكات النحل) وغذاء الحضنة وأيضًا عموديًا من خلال مبايض الملكة ومن خلال الحيوانات المنوية للذكور. قد يتكاثر الفيروس في السوس ولكن هذا غير مؤكد.

## انتقاله عن طريق الفاروا المدمرة
يبدو أن الأعراض الشديدة لعدوى الفيروس مرتبطة بإصابة الفاروا المدمرة لخلية النحل وقد أظهرت الدراسات أن هذه الطفيليات تحمل مستويات أعلى من الفيروس مما يوجد حتى في النحل المصاب بشدة. وبالتالي فإنها قد لا تكون ناقلًا مركزًا للفيروس فحسب، بل قد تعمل أيضًا كحاضنة لتكاثر الفيروسات، مما يزيد من تأثيرها على النحل وعلى الخلية. وقد ثبت أن سوس هذه الطفيليات يتسبب في زيادة تواتر فيروس الجناح المشوه من 10 في المائة إلى 100 في المائة. إنه العامل الأعظم في إبادة مستعمرات النحل في جميع أنحاء العالم. وقد ثبت أن سلالة DWV-B من هذا الفيروس شديدة الضراوة ومسؤولة عن وفيات المستعمرات خلال فصل الشتاء. في المناطق المعتدلة، تظل العاملات البالغات من نحل العسل في الخلية المحيطة بالملكة حتى الربيع التالي. وخلال هذه الفترة الطويلة نسبيًا التي تمتد لعدة أشهر، قد يزيد الحمل الفيروسي لدى كل عاملة إلى مستوى مميت. وإذا مات عدد كبير جدًا من العاملات بسبب عدوى فيروس الجناح المشوه خلال فصل الشتاء، فلن تتمكن المستعمرة من تثبيت درجة حرارة الخلية وقد تنهار المستعمرة بأكملها.
وقد يتسبب الجمع بين السوس وفيروس الجناح المشوه في تثبيط المناعة لدى النحل وزيادة قابلية التعرض لمسببات الأمراض الانتهازية الأخرى، وقد تم اعتباره عاملًا مهمًا في اضطراب انهيار مستعمرة نحل العسل.
قد ينتقل الفيروس أيضًا من الملكة إلى البيضة وفي مصادر الغذاء المتقيأة، ولكن في غياب سوس الفاروا المدمرة لا يؤدي هذا عادةً إلى أعداد كبيرة من النحل المشوه.

## إضعافه للوظائف الإدراكية
كما ورد أن العدوى الاصطناعية لهذا الفيروس تسبب عجزًا محددًا في اللدونة السلوكية لدى نحل العسل. يستجيب نحل العسل بشكل أكبر لمحفزات السكروز بعد أربعة أيام من الإصابة. علاوة على ذلك، تظهر النحلات المصابة ضعفًا في نموذج التعلم الترابطي وفي اختبار الاحتفاظ بالذاكرة بعد ساعتين و24 ساعة من التدريب. لم يتأثر الأداء في نماذج التعلم غير الترابطي، مثل الاعتياد والتحسس، بالفيروس.

## فيروس كاكوغو والسلوك العدواني
يحتوي فيروس آخر، فيروس كاكوغو، على تسلسل الرنا مشابه بنسبة 98٪ لفيروس DWV، ويُعتبر نوعًا فرعيًا منه. يوجد فقط في أجسام الفطر للنحل العدواني الحارس. النحل المتأثر بشكل كبير بفيروس DWV لديه أيضًا عيارات حجمية قابلة للقياس من الفيروس في رؤوسهم بينما النحل الذي لا تظهر عليه أعراض ينتج عيارات حجمية في بطونه أو صدوره فقط.